# Plegma caelatura
Plegma caelatura é uma espécie de gastrópode  da família Euconulidae.
É endémica de Reunião.